# (4009) Drobyshevskij
(4009) Drobyshevskij (1977 EN1) – planetoida z grupy pasa głównego asteroid okrążająca Słońce w ciągu 5,55 lat w średniej odległości 3,13 j.a. Odkryta 13 marca 1977 roku.